# Budynek Banku Gospodarstwa Krajowego w Łodzi

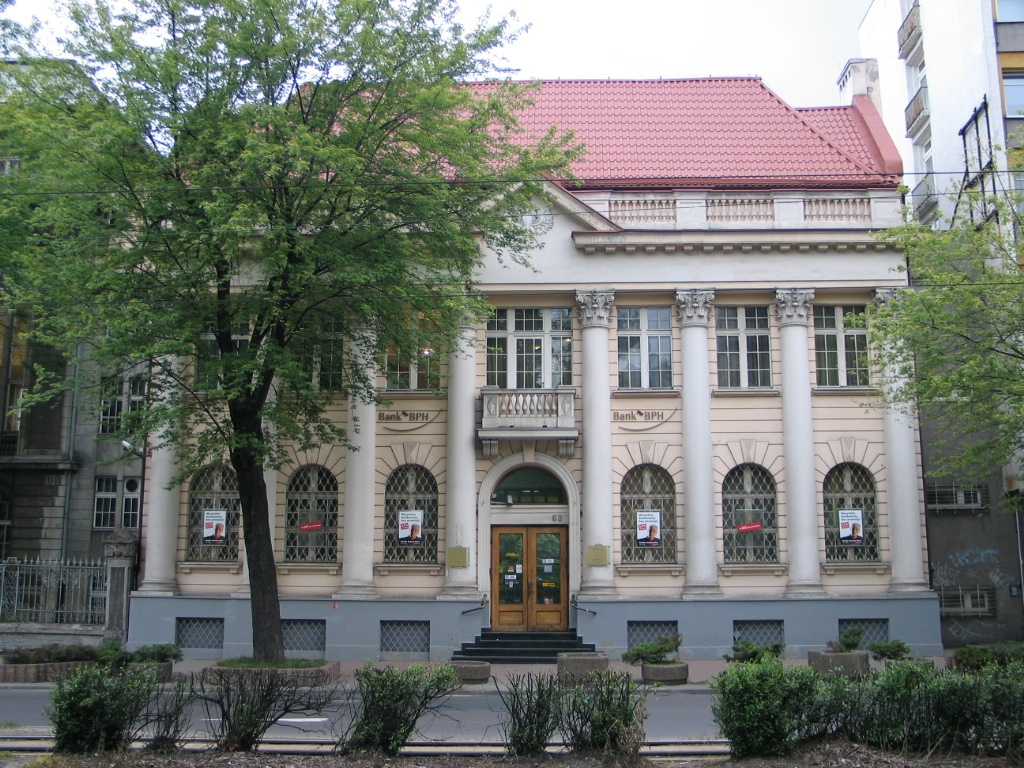
Budynek Banku Gospodarstwa Krajowego w Łodzi

Budynek Banku Gospodarstwa Krajowego w Łodzi – budynek banku przy alei Kościuszki 63 w Łodzi.

## Historia
Ukończony w 1928 gmach, powstał według projektu Dawida Landego z 1923 roku. Budynek powstał na zamówienie Banku Gospodarstwa Krajowego.
Obiekt otrzymał bogatą fasadę nawiązującą do modnego w połowie lat dwudziestych "stylu dworkowego" - powrotem do motywów zarówno renesansowych jak i barokowych czy klasycznych.
Dawid Lande podzielił regularnie fasadę półkolumnami, zdobiąc ją historyzującym detalem i wieńcząc wysokim barokowym dachem. Równie bogaty wystrój otrzymały wnętrza, przede wszystkim nakryta świetlikiem sala operacyjna, choć wprowadzono zmiany zgodnie z duchem modnej około 1927 roku art déco. Autorem tych przekształceń był Wacław Kowalewski. Kolejne adaptacje zniszczyły większość dawnych form, zachowany został jedynie biegnący górą fryz i świetlik sali.
Po II wojnie światowej miejsce Banku Gospodarstwa Krajowego zajął Narodowy Bank Polski. W końcu lat osiemdziesiątych obiekt stał się siedzibą Centralnego Oddziału Regionalnego Powszechnego Banku Kredytowego PBK SA z Warszawy.